# La Chapelle-Gaugain
La Chapelle-Gaugain è un comune francese di 328 abitanti situato nel dipartimento della Sarthe nella regione dei Paesi della Loira.

## Società

### Evoluzione demografica
Abitanti censiti